# (30980) 1995 QU3
1995 كيو يو 3 (ويعرف أيضًا باسم (30980) 1995 كيو يو 3 وفق تسمية الكوكب الصغير) (بالإنجليزية: 1995 QU3)‏ هو كويكب ضمن حزام الكويكبات؛ وترتيبه 30980 من حيث الاكتشاف.
اكتُشف هذا الجُرم الفلكي بواسطة Timothy B. Spahr ‏ في 31 أغسطس 1995.

## وصلات خارجية
- (30980) 1995 QU3 في قاعدة بيانات مختبر الدفع النفاث لأجرام النظام الشمسي الصغيرة

- الاكتشاف · مخطط المدار ·  العناصر المدارية · المعلمات المادية

- (30980) 1995 QU3 على موقع ويكي سكاي: DSS2, SDSS, GALEX, IRAS, Hydrogen α, X-Ray, Astrophoto, Sky Map, Articles and images